# Дідрик
Ді́дрик (Chrysococcyx) — рід зозулеподібних птахів родини зозулевих (Cuculidae). Представники цього роду мешкають в Африці, Азії і Австралазії.

## Опис
Дідрики — дрібні зозулі, які досягають довжини 16–20 см і ваги 21–38 г. Їхнє забарвлення блискуче, зелене, коричневе або золоте. Дідрики, як і багато інших зозуль, практикують гніздовий паразитизм.

## Види
Виділяють тринадцять видів:
- Дідрик смарагдовий (Chrysococcyx maculatus)
- Дідрик фіолетовий (Chrysococcyx xanthorhynchus)
- Дідрик білощокий (Chrysococcyx caprius)
- Дідрик білочеревий (Chrysococcyx klaas)
- Дідрик жовтогорлий (Chrysococcyx flavigularis)
- Дідрик жовтогрудий (Chrysococcyx cupreus)
- Зозуля довгодзьоба (Chrysococcyx megarhynchus)
- Дідрик рудохвостий (Chrysococcyx basalis)
- Дідрик австралійський (Chrysococcyx osculans)
- Дідрик рудоголовий (Chrysococcyx ruficollis)
- Дідрик смугастощокий (Chrysococcyx lucidus)
- Дідрик рудий (Chrysococcyx meyerii)
- Дідрик зеленоголовий (Chrysococcyx minutillus)

Деякі дослідники виділяють низку азійських і австралазійських дідриків в рід Chalcites, однак Міжнародна спілка орнітологів не визнає цього розділення.

## Етимологія
Наукова назва роду Chrysococcyx походить від сполучення слів дав.-гр. χρυσος — золото і κοκκυξ — зозуля..